# Nada Đurevska
Nada Đurevska (Skoplje, 8. siječnja 1952. − Sarajevo, 13. rujna 2017.),  bosanskohercegovačka kazališna, televizijska i filmska glumica podrijetlom iz Makedonije. Bila je prvakinja Drame Narodnog kazališta u Sarajevu.

## Životopis
Nada Đurevska je rođena 1952. godine u Skoplju. U Sarajevo se doselila kao šestogodišnja djevojčica, gdje je zavšila osnovnu i Srednju medicinsku školu, a zatim upisala glumu. Godine 1979. diplomirala je glumu na Odsjeku scenskih umjetnosti sarajevskog Filozofskog fakulteta. Njena prva uloga bila je u Čehovljevoj drami Višnjik, glumila je Varju. Od 1974. do 1979. bila je angažirana u Kamernom teatru, a od 1979. članica je Narodnog kazališta. Osim u kazalištu, ostvarila je brojne uloge u televizijskim serijama i filmovima.
Javnosti je ostala poznata kao glumica koja je bila izuzetno talentovana, a nikada nije žudila za isticanjem. Bila je protagonistica u filmu Hasanaginica reditelja Aleksandra Jevđevića, a scenarij je pisao cijenjeni književnik Alija Isaković. Neka od ostvarenja u kojima je također glumila su: Igmanski marš, Miris dunja, Od zlata jabuka, Moj brat Aleksa, Kod amidže Idriza, Dobro uštimani mrtvaci i drugi. 
Igrala je u predstavama: Izgubljeni sin, Woyzeck, Hamlet, Medeja, Tartuffe, Višnjik, Legenda o Ali-paši, Derviš i smrt itd. Bila je aktivna na kazališnim daskama i tijekom agresije na Bosnu i Hercegovinu.
Osvojila je brojne nagrade, među kojima je Zlatni lovorov vijenac za doprinos umjetnosti teatra MESS 2002. godine. Predstavom Višnjik Narodnog kazališta Sarajevo 2004. godine obilježila je 30 godina umjetničkog rada i tom prilikom uručena joj je Plaketa Grada Sarajeva. Dobitnica je Zlatnih arena za najbolju glavnu žensku ulogu u filmu Obrana i zaštita iz 2013. i za najbolju sporednu žensku ulogu u filmu Od zlata jabuka iz 1986. godine. Godine 2014. dodijeljena joj je Šestotravanjska nagrada Grada Sarajeva.
Dana 13. rujna 2017. preminula je u Sarajevu u 65. godini.

## Vanjske poveznice
- Nada Đurevska u internetskoj bazi filmova IMDb-u (engl.)